# Dendromus lovati
Dendromus lovati és una espècie de mamífer rosegador de la família dels nesòmids. És endèmic de l'altiplà d'Etiòpia, on viu a banda i banda de la Gran Vall del Rift a altituds d'entre 2.500 i 3.550 msnm. El seu hàbitat natural són els herbassars. Està amenaçat pel pasturatge de bestiar a gran escala.
L'espècie fou anomenada en honor de Simon Fraser, 14è Lord Lovat.